# Troisième Front
Pour les articles homonymes, voir Grande Alliance.
En Inde, le Troisième Front fait référence à diverses coalitions formées à différentes époques qui ne dépendent pas des alliances des deux principaux partis indiens, le Congrès et le BJP. 
Pour les élections générales de 2019, plusieurs partis régionaux ont formé une Grande Alliance ou Mahagathbandhan autour du Bahujan Samaj Party et du Samajwadi Party.

## Front national (1989-1996) et Front uni (1996-1998)
Le Front national est une coalition de partis autour du Janata Dal qui forme le gouvernement de 1989 à 1990, avec le soutien extérieur du BJP et du Front de gauche. Le gouvernement perd sa majorité en 1990 mais un nouveau gouvernement est formé par une partie du Janata Dal avec le soutien du Congrès. Le Front national s'effondre définitivement avant les élections de 1996 avec le départ de plusieurs partis.
Une coalition similaire, le Front uni, gouverne autour du Janata Dal de 1996 à 1998 avec le soutien extérieur du Congrès.

## Alliance progressiste nationale unie (2008-2009)
Avant 2008, une Alliance progressiste nationale unie (UNPA) est créée par huit partis qui ne font partie ni de l'Alliance progressiste unie, ni l'Alliance démocratique nationale ni le Front de gauche. L'UNPA s'effondre en 2008.

## Troisième Front (2009-2014)
Un Troisième Front se reforme toutefois pour les élections de 2009, mais cette fois autour du Parti communiste d'Inde (marxiste) et son Front de gauche, avec l'appui notamment du Bahujan Samaj Party (BSP) et du Janata Dal (Secular) (JD(U)). Ce Troisième Front recueille 21,15 % des voix et 79 sièges. Le BSP et le JD(U) offrent après les élections leur soutien extérieur au gouvernement de l'Alliance progressiste unie.
Le 25 février 2014, une douzaine de partis régionaux et laïcs autour du Parti communiste d'Inde (marxiste) (PCI(M)) ont annoncé former la base d'un possible Troisième Front alternatif à l'UPA et la NDA, sans toutefois nommer de candidat au poste de Premier ministre. Mais pour le secrétaire général du PCI(M) Prakash Karat, un véritable Troisième Front ne pourra émerger qu'après les résultats connus.

## Grande Alliance (2019)
À la veille des élections de 2019, une Grande Alliance ou Mahagathbandhan est créée par plusieurs partis régionaux à l'initiative du Samajwadi Party et du Bahujan Samaj Party (BSP), deux partis d'Uttar Pradesh traditionnellement opposés. Ils sont rejoints par le Rashtriya Lok Dal et, dans certains États, le Parti communiste d'Inde (marxiste) et le Parti communiste d'Inde.
Le Aam Aadmi Party, n'ayant pas réussi à s'allier au Congrès à Delhi, et le Trinamool Congress, au pouvoir au Bengale-Occidental, soutiennent également la Grande Alliance.